# Renaggio
Renaggio (in corso U Rinaghju) è un sito archeologico in territorio del comune di Sartene in Corsica, dove si trova un allineamento di numerosi betili (60 pietre piccole e 70 grandi). 
Non molto distante da questo sito, sempre all'interno del parco archeologico di Cauria si trova un'altra area con betili allineati chiamata I Stantari (parola corsa con la quale si indicano i betili) e il dolmen di Funtanaccia.  Questo allineamento di pietre conficate nel terreno per la prima volta è stato censito da Prosper Mérimée Notes d'un voyage en Corse del 1840 e nei suoi Appunti di viaggio (1835-1840) pubblicati nel 1840.